# Arethusana arethusa
Arethusana arethusa är en fjärilsart som beskrevs av Ignaz Schiffermüller 1775. Arethusana arethusa ingår i släktet Arethusana och familjen praktfjärilar. Inga underarter finns listade i Catalogue of Life.

## Bildgalleri

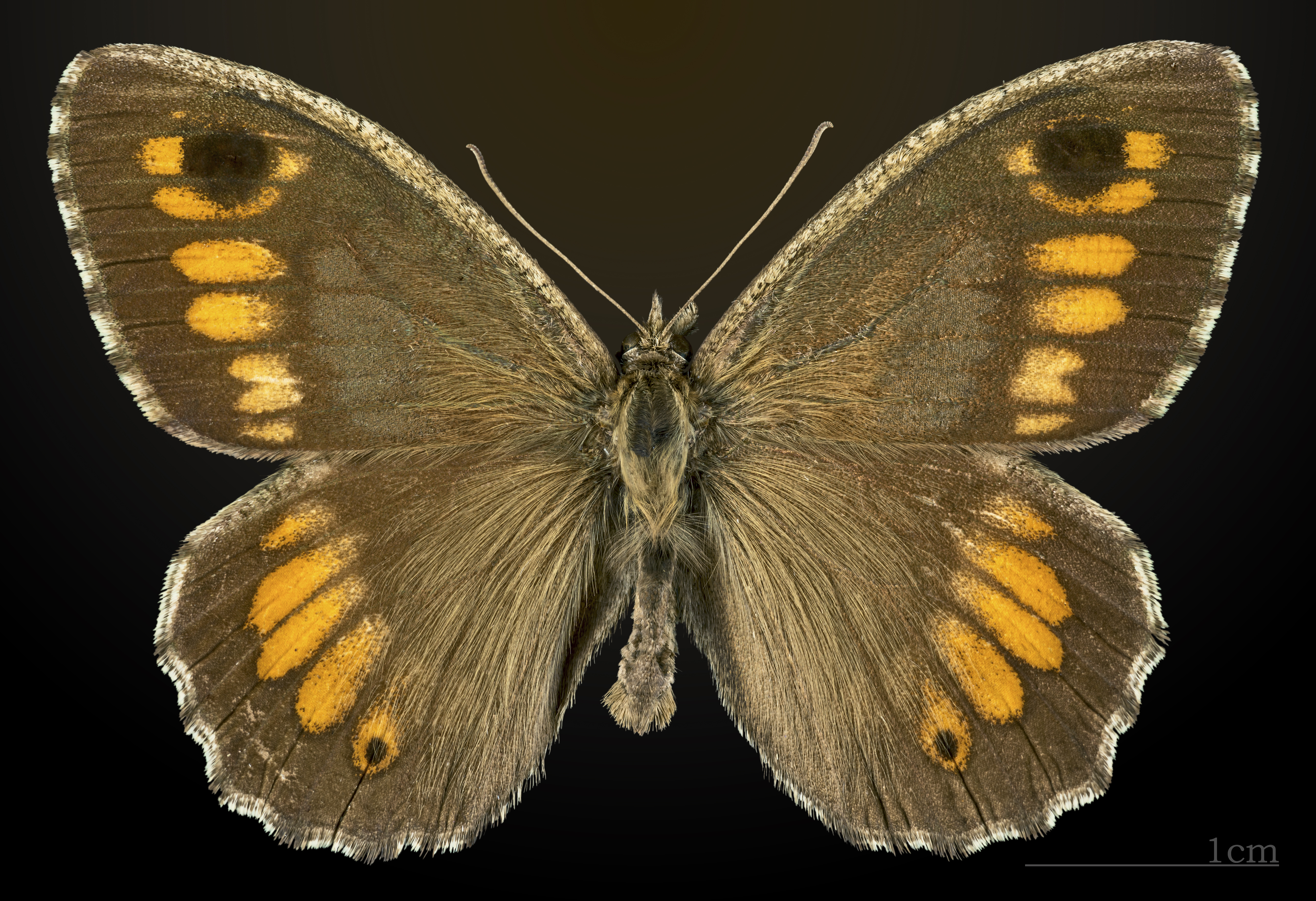
♂
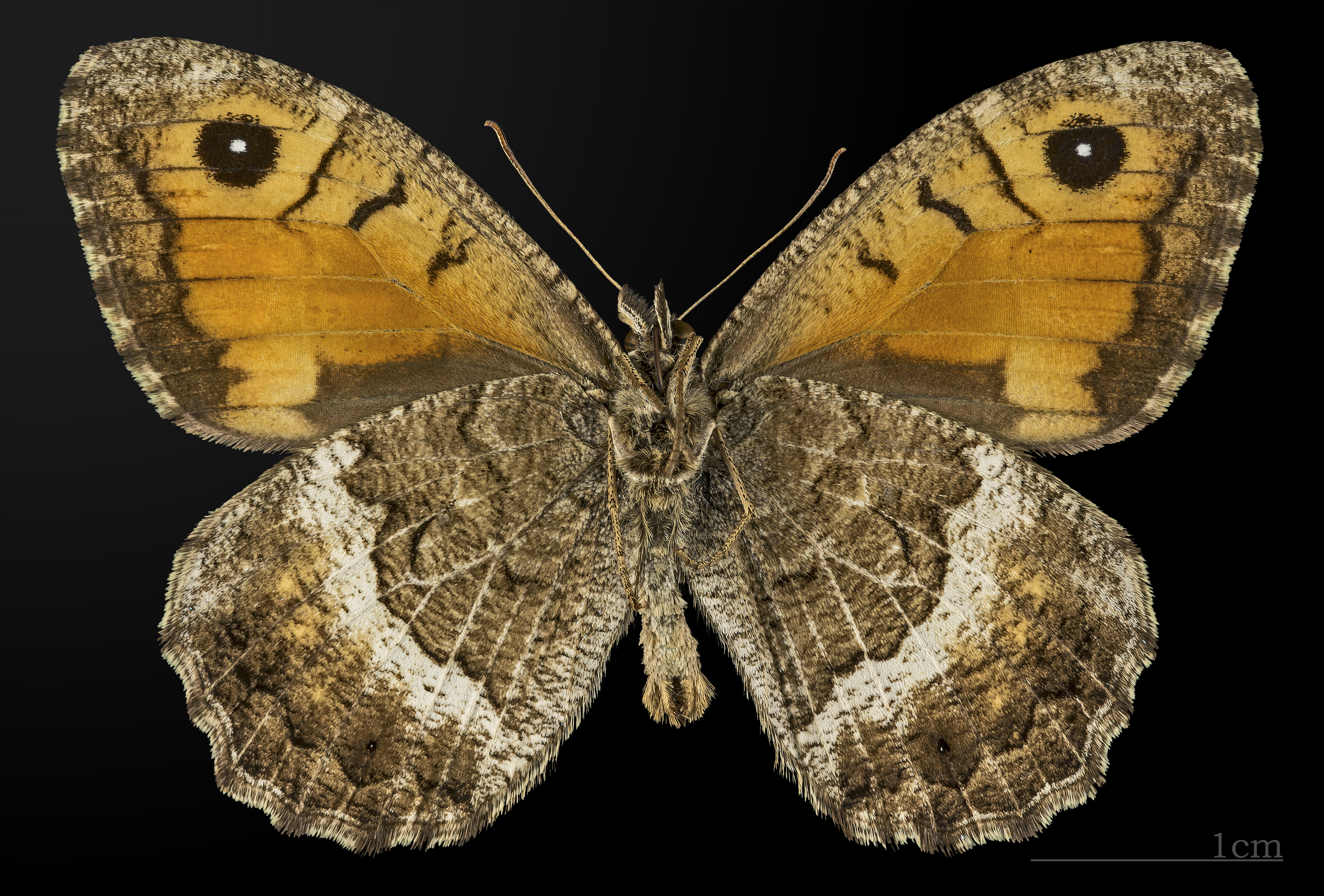
♂ △
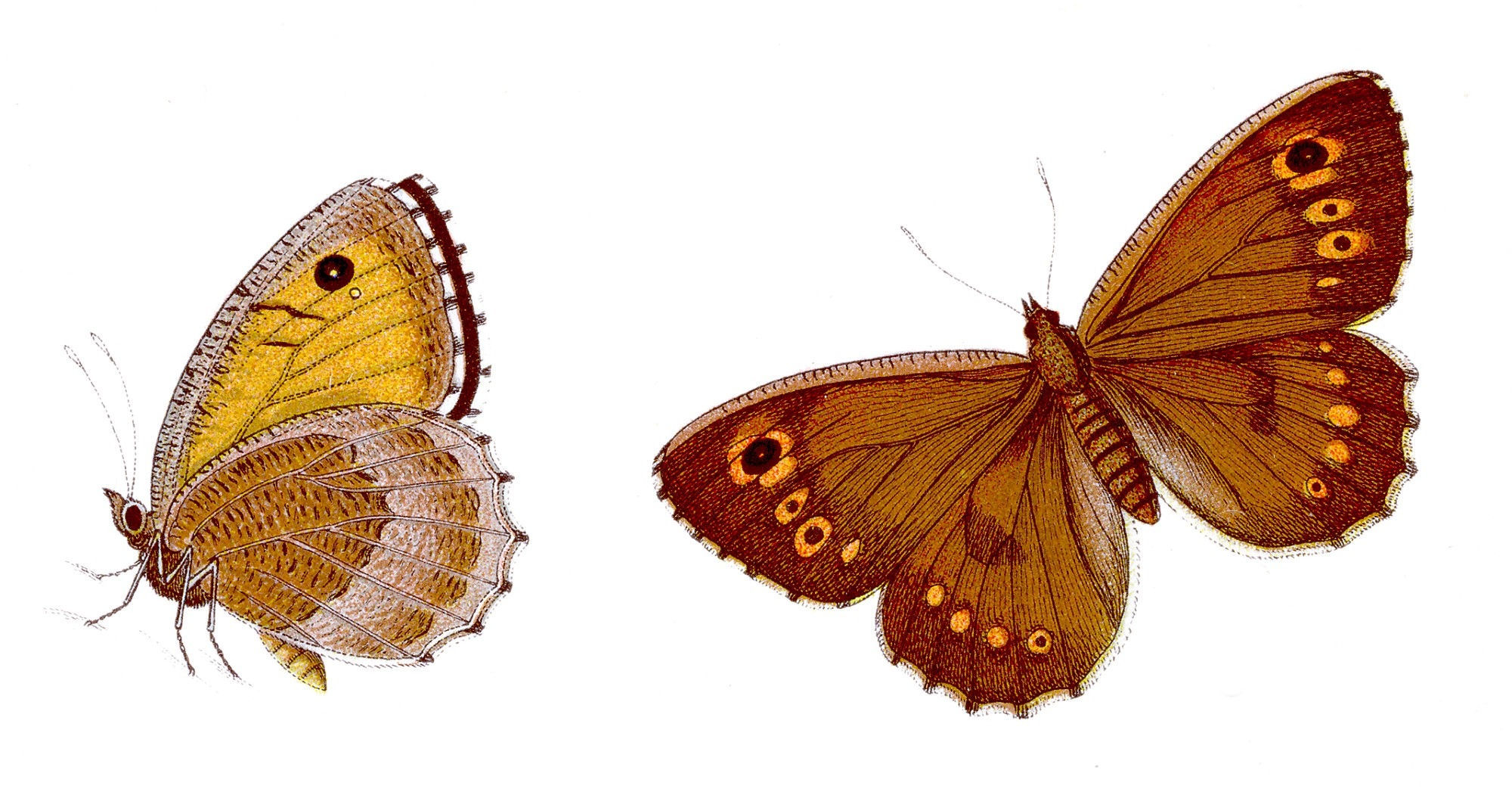
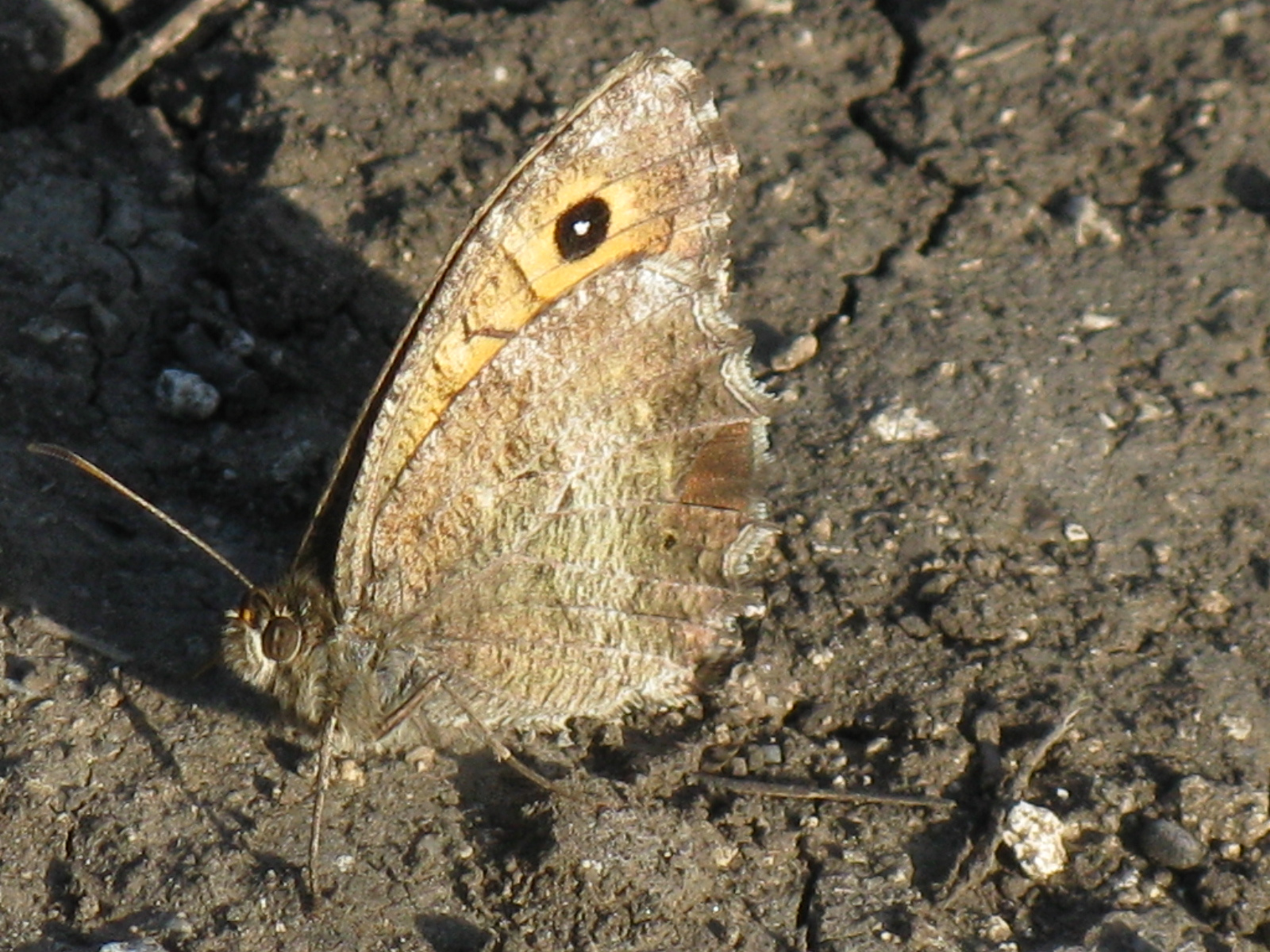